# Microgaster coxalis
Microgaster coxalis är en stekelart som beskrevs av De Saeger 1944. Microgaster coxalis ingår i släktet Microgaster och familjen bracksteklar. Inga underarter finns listade i Catalogue of Life.